# Macairea pachyphylla
Macairea pachyphylla är en tvåhjärtbladig växtart som beskrevs av George Bentham. Macairea pachyphylla ingår i släktet Macairea och familjen Melastomataceae. Inga underarter finns listade i Catalogue of Life.